# Grenville Morris
Arthur Grenville Morris (* 13. April 1877 in Builth Wells; † 27. November 1959 in Nottingham) war ein walisischer Fußballspieler. Er bestritt zwischen 1896 und 1912 21 Länderspiele für die walisische Fußballnationalmannschaft und erzielte dabei neun Tore. Den überwiegenden Teil seiner Spielerlaufbahn verbrachte er beim englischen Verein Nottingham Forest.

## Karriere als Spieler

### Nottingham Forest
Grenville Morris wechselte 1898 im Alter von 21 Jahren zum amtierenden englischen Pokalsieger Nottingham Forest. In der First Division 1900/01 erreichte er mit seiner Mannschaft den vierten Tabellenplatz und lag damit einen Platz hinter dem Lokalrivalen Notts County. Eine bessere Platzierung konnte Morris mit seinem Verein in den folgenden Jahren nicht erreichen, vielmehr stieg Forest in der First Division 1905/06 als Tabellenvorletzter in die Second Division ab. Die Zweitklassigkeit war jedoch nur auf ein Jahr begrenzt, denn Nottingham Forest stieg direkt wieder in die erste Liga auf. Dort belegte der Aufsteiger den neunten Rang und Morris Teamkollege Enoch West gewann mit 28 Toren die Torjägerkrone. In der Saison 1910/11 belegte Forest erstmals den letzten Platz und Morris musste zum zweiten Mal den Gang in die zweite Liga antreten. Die beiden folgenden Jahre verbrachte er in der zweitklassigen Second Division und beendete 1913 seine Spielerlaufbahn. Mit 217 Toren in 460 Pflichtspielen liegt er bis heute auf dem ersten Platz der ewigen Torschützenliste von Nottingham Forest.

### Walisische Nationalmannschaft
Grenville Morris bestritt sein erstes Länderspiel für die walisische Fußballnationalmannschaft 1896 im Alter von 18 Jahren. Insgesamt bestritt er für die Auswahl seines Landes 21 Länderspiele und erzielte dabei neun Tore. Sein letztes Länderspiel bestritt er am 12. März 1912 gegen die englische Fußballnationalmannschaft.